# Гинан
Гинан (яп. 岐南町 Гинан-тё:) — посёлок в Японии, находящийся в уезде Хасима префектуры Гифу. Площадь посёлка составляет 7,90 км², население — 24 532 человека (1 июля 2014), плотность населения — 3105,32 чел./км².

## Географическое положение
Посёлок расположен на острове Хонсю в префектуре Гифу региона Тюбу. С ним граничат города Гифу, Какамигахара, Итиномия и посёлок Касамацу.

## Население
Население посёлка составляет 24 532 человека (1 июля 2014), а плотность — 3105,32 чел./км². Изменение численности населения с 1980 по 2005 годы:
| 1980 | 18 309 чел. |  |
| 1985 | 19 383 чел. |  |
| 1990 | 20 696 чел. |  |
| 1995 | 21 251 чел. |  |
| 2000 | 22 137 чел. |  |
| 2005 | 22 776 чел. |  |

## Символика
Деревом посёлка считается Ilex integra, цветком — хризантема.